# Helmuth Förster
Helmuth Förster (19 de abril de 1889 - 7 de abril de 1965) fue un general alemán en la Luftwaffe durante la II Guerra Mundial. Aviador de la I Guerra Mundial condecorado, retornó al servicio militar en 1934 como Oberstleutnant en la Luftwaffe. Promovido a Oberst en 1936, fue seleccionado al mando de la 4.ª Ala de Bombarderos. Durante la invasión de Polonia, Förster comandó la Lehrdivision con significativo suceso. Después fue nombrado jefe de Estado Mayor de la 5.ª Flota Aérea durante la invasión de Noruega. Después de servir en la Comisión de Paz Franco-Alemana, fue nombrado gobernador militar del territorio ocupado alemán de Serbia entre abril y junio de 1941, y después comandó el 1.º Cuerpo Aéreo durante la invasión de la Unión Soviética hasta octubre de 1942. Mientras estuvo al mando del 1.º Cuerpo Aéreo le fue concedida la Cruz de Caballero de la Cruz de Hierro. Pasó el resto de la guerra como jefe de administración en el Ministerio del Aire del Reich. Fue pensionado como Oberstleutnant en 1952.

## Condecoraciones
- Cruz de Caballero de la Cruz de Hierro el 22 de febrero de 1942 como General der Flieger y comandante del I. Flieger-Korps [2]